# Рубинштейн, Эльяким
Эльяким Рубинштейн (ивр. אליקים רובינשטיין‎; род. 13 июня 1947 года, Тель-Авив, подмандатная Палестина) — израильский юрист, бывший юридический советник правительства Израиля (1997-2004), судья Верховного суда Израиля (с 2004 года). Председатель Центральной избирательной комиссии Израиля с июня 2012 года по апрель 2013 года.
Рубинштейн оказал большое влияние на подготовку мирных договоров между Израилем и Египетом, а также между Израилем и Иорданией.

## Биография
Эльяким Рубинштейн родился 13 июня 1947 года в городе Тель-Авив, на территории подмандатной Палестины (ныне Израиль). 
Проходил службу в Армии обороны Израиля. Получил степень бакалавра в области иврита и арабского языка (1967) в Иерусалимском университете. В 1974 году получил степень магистра в области права.
С 1973 по 1977 год Эльяким Рубинштейн служил юристом в министерстве обороны Израиля. После чего получил пост заместителя юридического советника министерства обороны. В 1977-81 годах служил советником министра иностранных дел Израиля.
В период с 1969 по 1983 год преподавал на кафедре политологии университета Бар-Илан. 
С 1995 по 1997 год работал судьёй в окружном суде Иерусалима. В 1997 году был назначен на пост юридического советника правительства Израиля, пробыл на этом посту до 2003 года.
В мае 2004 года был избран судьёй Верховного суда Израиля, был приведён к присяге 24 мая 2004 года.
Рубинштейн женат, имеет четверых детей.